# Intrusion Countermeasure Electronics
Intrusion Countermeasures Electronics (досл. «электронные средства противодействия вторжению»), сокращённо ICE, лёд — вымышленный термин, введённый в конференциях Usenet Томом Маддоксом (англ. Tom Maddox) и популяризированный в киберпанковских научно-фантастических романах Уильяма Гибсона. Термин использовался там для обозначения программного обеспечения, препятствующего получению хакерами  доступа к защищённым данным. В названии присутствует игра слов — англ. ice означает «лёд».
Лёд отвечает на взлом попыткой обезвредить или даже уничтожить взломщика (так называемый «чёрный лёд»). В описанной в романе «кибервселенной» («матрице») выглядит, как ледяная стена. В арсенале хакеров для преодоления льда и проникновения внутрь информационной системы используются специальные программы, называемые ледорубами (ICE breaker).
В реальности аналогичные программы называются firewall (русский термин — «межсетевой экран»), дословно — «огневая стена». Первоначальное значение этого термина — «противопожарная стена».
| При подготовке этой статьи использовался материал из сетевого энциклопедического словаря Jargon File, являющийся общественным достоянием согласно прилагаемому уведомлению. |